# Sự nghèo nàn của tác nhân kích thích
Sự nghèo nàn của tác nhân kích thích (tiếng Anh: Poverty of the stimulus, thường viết tắt là POS) là một lý luận ngôn ngữ học gây nhiều tranh cãi cho rằng, dữ liệu ngôn ngữ thời ấu thơ chưa đủ phong phú để trẻ em có thể lĩnh hội toàn bộ các đặc điểm của ngôn ngữ. Ví dụ, những câu nói mà trẻ em lắng nghe không thể nào chứa đủ thông tin cần thiết để giúp chúng thấu hiểu ngữ pháp. Đây được coi là luận cứ chống lại thuyết duy nghiệm – thuyết cho rằng con người học ngôn ngữ chỉ bằng kinh nghiệm; đồng thời cũng là một lý luận trụ cột của thuyết Ngữ pháp phổ quát (UG).